# Stefanos Dedas
Stefanos Dedas (Kilkis, 10 mei 1982) is een Grieks basketbalcoach.

## Carrière
Dedas begon als assistent-coach bij PAOK BC in 2001 onder coach Lefteris Subotić maar bleef bij de club na zijn ontslag. Hij was ook assistent-coach onder Vangelis Alexandris en Bane Prelević de jaren nadien. In 2004 werd hij assistent-coach bij MENT BC en nam daarna over als hoofdcoach. Hij verliet de club aan het einde van het seizoen en werd assistent-coach bij Iraklis BC onder Jure Zdovc.
In 2006 werd hij assistent bij tweedeklasser Rethymno BC onder Stergios Koufos, de club promoveerde aan het einde van het seizoen naar de eerste klasse. In 2007 werd hij hoofdcoach van vierdeklasser OFI Crete BC waarmee hij kampioen speelde en promoveerde. Het seizoen erop werden ze vijfde in de derde klasse maar de club wist toch te promoveren. Hij was in 2009 assistent-coach van de Sloveense nationale ploeg onder leiding van Jure Zdovc voor het EK waar ze vierde werden. Hij ging hierna aan de slag als assistent-coach bij Aris BC onder achtereen volgend Andrea Mazzon, Fotis Katsikaris, David Blatt, Sharon Drucker en Slobodan Subotic in de twee seizoenen hij er assistent was.
In 2011 volgde hij Jure Zdovc naar Spartak Sint-Petersburg waar beiden twee seizoenen actief waren. Nadien volgde hij naar de Turkse eersteklasser Gaziantep Basketbol waar ze opnieuw twee seizoenen actief waren. In 2014 werd hij ook opnieuw assistent-coach van de Sloveens nationale ploeg onder Zdovc. In 2015 werd hij zelf hoofdcoach van Gaziantep Basketbol en bleef hun coach gedurende twee seizoenen. In 2017 werd hij coach van de Turkse tweedeklasser Bahçeşehir Basketbol en wist meteen promotie af te dwingen in zijn eerste seizoen. Het tweede seizoen werd de club negende.
In 2019 werd hij hoofdcoach van Hapoel Holon BC in Israël en werd in zijn eerste seizoen met de club vijfde, het seizoen erop werden ze derde en wonnen de Balkan International Basketball League. In 2021 werd hij hoofdcoach van AEK Athene BC maar werd voor het einde van het seizoen ontslagen en opgevolgd door Curro Segura. In maart 2022 tekende hij bij de Russische topclub PBK CSKA Moskou onder Dimitrios Itoudis en bleef tot het einde van het seizoen. Hij volgde voor het seizoen 2022/23 Dimitrios Itoudis naar Fenerbahçe voor een seizoen.
In april 2024 werd coach tot het einde van het seizoen bij Hapoel Tel Aviv BC. Hij tekende in juni 2024 bij voor twee seizoenen. Dimitrios Itoudis nam over in november 2024 en Dedas werd weer assistent-coach onder Itoudis.

## Privéleven
Dedas broer Georgios Dedas was een basketballer en basketbalcoach.

## Erelijst

### Als assistent-coach
- EuroCup-kampioen: 2025

### Als hoofdcoach
- Griekse vierde klasse: 2008
- Israëlisch coach van het jaar: 2021
- Balkan International Basketball League: 2021